# Alticorpus
Alticorpus è un piccolo genere di ciclidi endemico delle acque profonde del Lago Malawi.

## Specie
Ci sono attualmente cinque  o sei specie riconosciute come parte di questo genere:
- Alticorpus geoffreyi (Snoeks & Walapa, 2004)
- Alticorpus macrocleithrum (Stauffer & McKaye, 1985)
- Alticorpus mentale (Stauffer & McKaye, 1988)
- Alticorpus pectinatum (Stauffer & McKaye, 1988)[2] (possibile sinonimo di A. peterdaviesi)[3]
- Alticorpus peterdaviesi (W. E. Burgess & H. R. Axelrod, 1973)
- Alticorpus profundicola (Stauffer & McKaye, 1988)